# Rolf Lindau-Schulz
Rolf Lindau-Schulz, auch Rudolf Lindau, gebürtig Rudolf Alexander Schulz (* 21. August 1904 in Thale; † 27. Juli 1969 in Los Angeles, Kalifornien, USA), war ein deutscher Schauspieler und Produzent in der Stummfilmzeit.

## Leben
Rolf Lindau wurde als Rudolf Alexander Schulz, Sohn der Schriftstellerin Margarete Lindau-Schulz, geboren, die zu mehreren seiner Filme das Drehbuch verfasste und bei einem auch Regie führte.
Der Schauspieler wurde im Stummfilm der späten 1910er Jahre als Kinderdarsteller bekannt. Sein Filmdebüt gab er aber schon 1914, als er mit zehn Jahren in dem Messter-Film “Die verflixten Koffer” zusammen mit Margit Bergen vor der Kamera stand.
Dem folgte 1917 „Spitzenchristel“, ein Weihnachtsfilm unter der Regie von Hanna Henning, die den Film auch produzierte. 1918 spielte er den Hotelboy Maxl in dem Stuart Webbs-Detektivfilm „Der rätselhafte Blick“ mit Ernst Reicher. Angeblich wurde Lindau von Reicher entdeckt und zum Film geholt.
Zwischen 1918 und 1920 drehte er eine Reihe von Filmen mit sich selbst in der Titelrolle “Rolf”. Er verkörperte darin meist lustige Lausbuben, mehr oder weniger geschickte Gehilfen, einmal auch einen Jockey. Bis auf “Rolf, das Mädchen für alles” erhielten alle von der Berliner Polizeizensur Jugendverbot.
Mehrere Filme, in denen er als Darsteller auftrat, produzierte er ab 1919 in seiner eigenen Firma, der Rolf-Film GmbH in Berlin.
Bei zwei Filmen besorgte Lindau auch den Schnitt. Seine Mutter leitete als Vorstand die 1922 gegründete Rolf Lindau-Film Aktiengesellschaft.
In den 1920er Jahren trat Lindau auch als Schauspieler und Sänger auf der Bühne auf, z. B. in Revuen von Rudolf Nelson.
Nach der “Machtergreifung” der Nationalsozialisten 1933 emigrierte Lindau in die Vereinigten Staaten. Dort wirkte er während des Zweiten Weltkrieges uncredited als Kleindarsteller in zahlreichen Anti-Nazifilmen mit. Nach Kriegsende kehrte er nicht mehr nach Deutschland zurück.
Lindau wurde 64 Jahre alt.

## Filmografie
- 1914: Die verflixten Koffer
- 1917: Spitzenchristel
- 1917/1918; Der rätselhafte Blick (20. Stuart-Webbs-Abenteuer mit Ernst Reicher)
- 1918: In Vertretung

### Rolf-Serie
- 1918: Rolf kann alles (Webbs-Film, No. 1)
- 1918: Wie Rolf, das Pflänzchen, verhilft der Schwester zum Myrthenkränzchen, auch: Rolf, das Pflänzchen (Webbs-Film No. 2)
- 1919: Rolf, das Mädchen für alles (Alba Film Ernst Reicher)
- 1919: Rolf, der Meisterdetektiv  (Rolf Film, No. 1)
- 1919: Rolfs Ferienreise (Rolf Film, No. 2)
- 1919: Schuhputzsalon Rolf G.m.b.H. [Drehbuch:  Margarete Lindau-Schulz, Robert Wiene] (Rolf-Film)[15]
- 1919: Rolf gewinnt den großen Preis (Rolf Film, No. 4)
- 1920: Rolf der Vierzehnte (Rolf Film, No. 5)
- 1920: Rolf inkognito [Drehbuch: Margarete Lindau-Schulz]  (Rolf-Film)
- 1920: Rolfs Manuskripte: 1. Rolfs Wette
- 1920: Rolfs Manuskripte: 2. Flimmer-Rolf
- 1921: Warum bin ich der Verlobte meiner Tochter [Drehbuch, Regie: Margarete Lindau-Schulz]
- 1922: Firnenrausch [Darsteller, Produzent]
- 1922: Das Spielzeug einer Dirne [Drehbuch: Margarete Lindau-Schulz, Helmuth Ortmann]
- 1924/1925: Rolf der Vierzehnte [Darsteller, Produzent]